# Pneumant

Pneumant

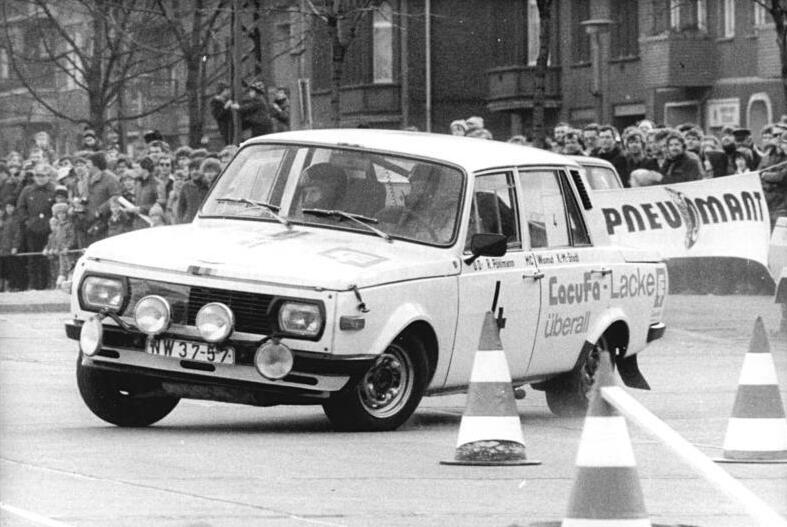
Ett Pneumant-rally 1983.

Pneumant är en tysk däcktillverkare som ingår i den japanska koncernen Sumitomo Rubber Industries (Dunlop, Goodyear). 
Fram till 1989 var företaget ett statligt företag (VEB) i Östtyskland som hade monopol på all däcktillverkning i landet. Pneumant hade sin tillverkning i Fürstenwalde och började använda varumärket Pneumant 1959. 1968 bildades kombinatet VEB Reifenkombinat Fürstenwalde med 11 000 anställda. Förutom fabriken i Fürstenwalde hade man tillverkning i Riesa, Heidenau, Dresden och Neubrandenburg. Efter 1990 privatiserades företaget till Pneumant Reifen & Gummi Werke GmbH.